# Tetraonyx lampyroides
Tetraonyx lampyroides is een keversoort uit de familie van oliekevers (Meloidae). De wetenschappelijke naam van de soort is voor het eerst geldig gepubliceerd in 1881 door Burmeister.